# Голову на плаху
«Голову на плаху» — пятый студийный альбом российской группы Velial Squad, выпущенный 9 августа 2019 года на лейбле А+. В поддержку альбома было выпущено два сингла: «Топлю» и «Насекомое». На альбоме присутствовало четыре совместных трека — с The Chemodan, TVETH, КАЗУСКОМА и АИГЕЛ. Биты для альбома написаны: Meep, shawtyglock, FrozenGangBeatz, CallMeDevol, stereoRYZE, Ray Qwa и другие.

## Предыстория
12 апреля 2019 года был опубликован первый сниппет с альбома на трек «Топлю». 17 апреля было объявлено, что альбом будет выпущен летом этого года. 16 июня в Instagram был показан сниппет трека «Moonrock», а 21 июня был выпущен первый сингл с альбом «Топлю», а так же был открыт предзаказ альбома в Apple Music, где была указана дата выхода альбома – 2 августа. 27 июня был опубликован третий сниппет на трек «Насекомое». 10 июля объявили о переносе альбома на одну неделю вперёд, чтобы доработать звук и добавить ещё один трек. 12 июля выпустили сингл «Насекомое». 29 июля опубликовали трек-лист альбома, в котором были совместные треки с The Chemodan, TVETH, КАЗУСКОМА и АИГЕЛ. 9 августа состоялся официальный релиз альбома.
20 сентября 2019 года в Воронеже начался концертный тур в поддержку альбома; «Нам запретили въезд в Украину, поэтому, чуваки, ждите. Если нам откроют въезд, мы обязательно приедем, мы любим Украину. В Беларуси тоже есть какой-то жесткий закон, Министерство культуры тексты проверяет, согласовывает перед выступлением. Мы выступили там один раз, во второй уже не получилось», заявили Velial Squad.
Перед официальным релизом альбома, его содержимое было слито в сеть неизвестными; «Мы не знаем, как это произошло вообще. Нам просто скидывают в личку сообщения: «Ваш альбом слили, чуваки». Мы такие: «Какого черта! Как это вообще случилось?». До сих пор ничего не известно. Возможно, люди, которые занимаются этим, подловили какой-нибудь баг ВКонтакте», — заявили исполнители для Studio 21.

## Клипы
В интервью Studio 21 об альбоме артисты сказали: «Сначала мы снимали клип на трек «Флешбэк», даже анонсировали это. Но в итоге мы дозаписали альбом и поняли, что есть трек круче, более глубокий и серьезный, решили делать на него. Грубо говоря, мы подставили другой трек и доработали клип, он будет совсем по-другому восприниматься».
18 сентября 2019 года вышел видеоклип на песню «Swipe», срежиссированный Эльдаром Гараевым.
30 октября 2019 года вышел видеоклип на песню «Насекомое», срежиссированный Fooxea x Drksh.

## Творческая группа
Вокал:
- Velial Squad — 1–16 треки
- The Chemodan — 5 трек
- TVETH — 8 трек
- КАЗУСКОМА — 9 трек
- АИГЕЛ — 12 трек

Музыка:
- FrozenGangBeatz — 1 трек
- shawtyglock — 2, 13 треки
- CallMeDevol — 3, 11 треки
- KYS — 4 трек
- Meep — 5, 7, 10, 14 треки
- stereoRYZE — 6, 8 треки
- Ray Qwa — 15 трек

Сведение / мастеринг:
- splitmind$

## Список треков
| №                   | Название                               | Продюсер            | Длительность |
| ------------------- | -------------------------------------- | ------------------- | ------------ |
| 1.                  | «Топлю»                                | FrozenGangBeatz     | 3:09         |
| 2.                  | «Кара»                                 | shawtyglock         | 2:30         |
| 3.                  | «Насекомое»                            | CallMeDevol         | 2:32         |
| 4.                  | «Swipe»                                | KYS, splitmind$     | 3:04         |
| 5.                  | «Мимо худа» (при участии The Chemodan) | Meep                | 3:28         |
| 6.                  | «Moonrock»                             | stereoRYZE          | 2:46         |
| 7.                  | «Флешбэк»                              | Meep                | 2:39         |
| 8.                  | «Притон» (при участии TVETH)           | stereoRYZE          | 3:52         |
| 9.                  | «Гипноз» (при участии КАЗУСКОМА)       | КАЗУСКОМА           | 4:27         |
| 10.                 | «Black God»                            | Meep                | 2:42         |
| 11.                 | «Rest in Peace»                        | CallMeDevol         | 2:28         |
| 12.                 | «Voodoo Doll» (при участии АИГЕЛ)      | АИГЕЛ               | 3:19         |
| 13.                 | «Punk Is Dead»                         | shawtyglock         | 2:58         |
| 14.                 | «Ловец снов»                           | Meep                | 2:35         |
| 15.                 | «Голову на плаху»                      | Ray Qwa             | 3:04         |
| 16.                 | «Приговор (Outro)»                     |                     | 0:46         |
| Общая длительность: | Общая длительность:                    | Общая длительность: | 46:21        |